# Adelheid von Stolterfoth

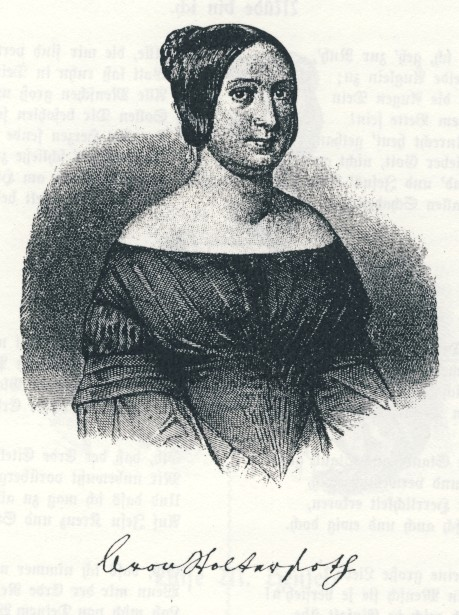
Adelheid von Stolterfoth

Adelheid Karoline Wilhelmine Julie von Stolterfoth (* 11. September 1800 in Eisenach; † 17. Dezember 1875 in Wiesbaden) war eine deutsche Dichterin.

## Leben
Adelheid von Stolterfoth war die älteste Tochter von Gottfried von Stolterfoth und Caroline geborene Schott von Schottenstein. Nach dem Tod des Vaters 1805 zog die Mutter mit den drei Töchtern nach Erlangen. Adelheid von Stolterfoth wuchs deshalb in Erlangen auf. Mit 12 Jahren trat sie dem Fräuleinstift Schloss Birken in Bayreuth bei. Im Jahre 1816 zog sie mit ihrer Mutter an den Rhein, zuerst nach Bingen und später nach Winkel (Rheingau). Seit dem Tode ihrer Mutter (1825) lebte sie in der Familie ihres Onkels, des Parlamentspräsidenten Hans Carl Freiherr von Zwierlein in Geisenheim. Sie begleitete die Zwierleinsche Familie auf ihren Reisen nach England (1827), in die Schweiz und nach Oberitalien (1828). Mit ihrer Schwester bereiste sie 1840 Tirol und 1841 Holland und Belgien. Am 14. Februar 1844 heiratete sie den 76-jährigen von Zwierlein und pflegte ihn bis zu seinem Tod 1850. Nach dem Tod ihres Mannes lebte sie abwechselnd im Rheingau in Langenwinkel, Eltville oder in Frankfurt am Main, ab 1862 zusammen mit ihrer Schwester in Wiesbaden. Seither war sie verarmt und in schlechtem gesundheitlichen Zustand. Am 17. Dezember 1875 stirbt sie.
Adelheid von Stolterfoth wurde bekannt mit Rheindichtungen und ist eine Vertreterin der Rheinromantik: „Rheinischer Sagenkreis“ (Romanzen, Balladen und Legenden), 1835; „Rheinische Lieder und Sagen“, 1839, 4. Aufl. 1859; „Rheinisches Album oder: Der Rheingau mit dem Wispertale und den Nachbarstädten Mainz und Wiesbaden“, 1836; „Burg Stolzenfels“ (epische Dichtung), 1842.

## Schriften

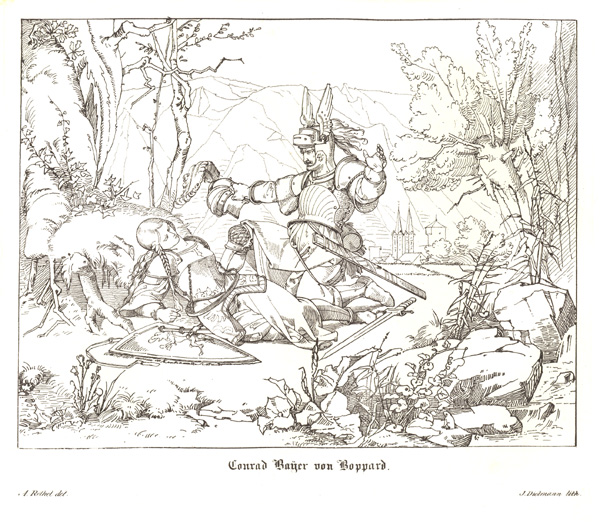
Zeichnung von Alfred Rethel aus dem Rheinischen Sagenkreis: Zu sehen ist Konrad Bayer von Boppard, der den Tod von Maria betrauert.

- Zoraide. Romantisches Gedicht in 3 Gesängen. Wilmans, Frankfurt am Main 1825. ()
- Alfred. Romantisch-episches Gedicht in 8 Gesängen. Sauerländer, Frankfurt am Main 1834. (Digitalisat)
- Rheinischer Sagenkreis. Ein Cyclus von Romanzen, Balladen und Legenden des Rheins. Jügel, Frankfurt a./M 1835. (Digitalisat)
- The Rhenish minstrel. A Series of Ballads, traditional and legendary, of the Rhine. - Frankfort o/M : Jugel, 1835. Digitalisierte Ausgabe der Universitäts- und Landesbibliothek Düsseldorf
- Rheinisches Album oder Beschreibung, Geschichte und Sage des Rheingaues und Wisperthales mit der Umgegend. Mit 30 Stahlstichen von den besten engl. und dt. Künstlern nach Originalzeichnungen und 1 Charte. Kunze, Mainz 1838. (Digitalisat)
- Rheinische Lieder und Sagen. Sauerländer, Frankfurt am Main 1839. (Digitalisat)
- Malerische Beschreibung von Mainz und der Umgegend. Mit 8 Stahlstichen nach Originalzeichnungen. Kunze, Mainz 1840. (Digitalisat)
- Malerische Beschreibung von Wiesbaden und der Umgegend. Kunze, Mainz 1841.
- Burg Stolzenfels. Romantische Dichtung. Sauerländer, Frankfurt am Main 1842. (Digitalisat)